# 호미촌 (돗토리현)
호미촌(法美村)은 돗토리현 이와미군에 설치되었던 촌이다. 현재의 돗토리시에 해당한다. 1896년 3월 31일까지 호미군에 속해있었다.

## 역사
- 1889년 10월 1일 - 정촌제 시행에 의해 호미군 호미촌이 성립하였다.
- 1896년 4월 1일 - 군 통합에 의해 오미군, 이와이군, 호미군의 구역을 가지고 이와미군이 성립하여, 이와미군 호미촌이 되었다.
- 1907년 4월 1일 - 고쿠후촌, 미사사기촌과 합병해 우베노촌이 성립하여, 동일 호미촌은 폐지되었다.

## 교통
- 雨滝街道 (현 국도 제31호선)